# Kamień (powiat łukowski)
Kamień – wieś w Polsce położona w województwie lubelskim, w powiecie łukowskim, w gminie Wola Mysłowska.
W latach 1975–1998 miejscowość należała administracyjnie do województwa siedleckiego.
Wieś stanowi sołectwo w gminie Wola Mysłowska. Według Narodowego Spisu Powszechnego z roku 2011 wieś liczyła 171 mieszkańców.
Wierni Kościoła rzymskokatolickiego należą do parafii św. Antoniego Padewskiego w Wandowie.